# Minzhi
Minzhi (kinesiska: 民治) är ett stadsdelsdistrikt i staden Shenzhen i provinsen Guangdong i sydöstra Kina. Det ligger i stadsdistriktet Longhua. Antalet invånare vid folkräkningen 2020 var 616 878.